# سوسن خاشع

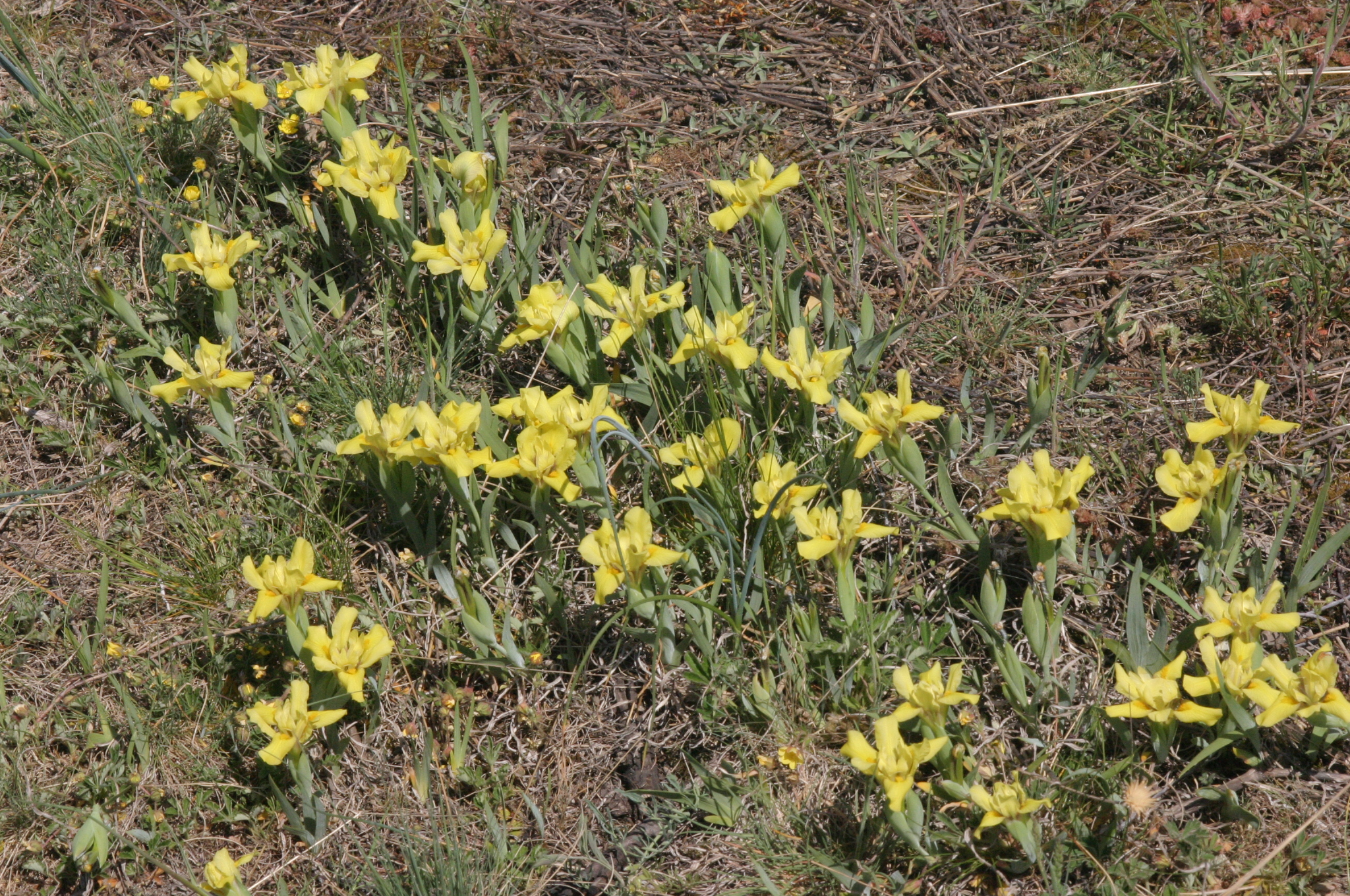

السوسن الخاشع هو نوع نباتي في جنس السوسن. إنه نبات معمر جذموري ذو انتشار واسع من أوربة إلى روسية إلى الصين عبر منغولية وكزخستان. لها أوراق على شكل سيف وساق قصيرة وزهور صفراء بلحية برتقالية. يزرع نبات الزينة في المناطق المعتدلة.